# Campionato mondiale giovanile di scherma 1997
Il Campionato mondiale juniores di scherma del 1997 ("1997 World Juniors Fencing Championships") è stato organizzato dalla Federazione internazionale della scherma e si è svolto a Tenerife in Spagna dal 25 al 31 maggio.
Nel fioretto, si sono aggiudicati i titoli del campionato mondiale l'italiano Lorenzo Mammi, che ha battuto in finale il connazionale Giuseppe Pierucci, e la polacca Anna Rybicka che ha avuto la meglio sulla statunitense Iris Zimmermann.
Nella spada l'italiano Francesco Martinelli ha battuto in finale il tedesco Sven Schmid, ottenendo il titolo mondiale juniores maschile, mentre tra le donne la tedesca Rhena Wolf ha superato l'elvetica Diana Romagnoli-Takouk.
Nella sciabola il russo Aleksey Frosin prevale sul tedesco Christian Kraus.

## Podi

### Uomini
| Specialità  | Oro                  | Argento           | Bronzo                              |
| Individuali |                      |                   |                                     |
| Fioretto    | Lorenzo Mammi        | Giuseppe Pierucci | Cliff Bayer Felix Reichling         |
| Spada       | Francesco Martinelli | Sven Schmid       | Dmytro Karyuchenko Michele Partanni |
| Sciabola    | Aleksey Frosin       | Christian Kraus   | Marcello Caputo Aldo Montano        |

### Donne
| Specialità  | Oro          | Argento                | Bronzo                      |
| Individuali |              |                        |                             |
| Fioretto    | Anna Rybicka | Iris Zimmermann        | Rita König Katalin Varga    |
| Spada       | Rhena Wolf   | Diana Romagnoli-Takouk | Olga Cygan Tatiana Logunova |

## Medagliere
| Pos.   | Nazione     | Oro | Argento | Bronzo | Totale |
| ------ | ----------- | --- | ------- | ------ | ------ |
| 1      | Italia      | 2   | 1       | 3      | 6      |
| 2      | Germania    | 1   | 2       | 2      | 5      |
| 3      | Polonia     | 1   | 0       | 1      | 2      |
| 3      | Russia      | 1   | 0       | 1      | 2      |
| 5      | Stati Uniti | 0   | 1       | 1      | 2      |
| 6      | Svizzera    | 0   | 1       | 0      | 1      |
| 7      | Ungheria    | 0   | 0       | 1      | 1      |
| 7      | Ucraina     | 0   | 0       | 1      | 1      |
| Totale | Totale      | 5   | 5       | 10     | 20     |